# Udgående langbølget stråling
Udgående langbølget stråling er elektromagnetisk stråling med bølgelængder mellem 3 og 100 μm som udsendes fra jorden og dens atmosfære til verdensrummet i form af varmestråling. Den kaldes også jordstråling, terrestrisk stråling og andet. Fluxen af energi transporteret af udgående langbølget stråling måles i W/m2. I jordens klimasystem involverer udgående langbølget stråling absorption, spredning og udsendelse fra atmosfæriske gasser, aerosoler, skyer og overfladen.
Over 99 % af den udgående langbølgede stråling har bølgelængder mellem 4 μm og 100 μm i den infrarøde del af det elektromagnetiske spektrum. Bidraget fra stråling med bølgelængder større end 40 μm er lille, og ofte betragtes kun bølgelængder op til 50 μm. I området mellem 4 μm og 10 μm overlapper strålingsspektret med solstrålingens spektrum, og forskellige bølgelængder til afskæring mellem dem kan vælges.
Strålingskølingen fra udgående langbølget stråling er den primære måde som jorden mister energi på. Balancen mellem dette energitab og energien, som kommer fra strålingsvarmen fra indkommende kortbølget solstråling, afgør den globale opvarmning eller nedkøling af jorden (jordens strålingsbalance). Lokale forskelle mellem strålingsopvarmningen og - kølingen giver energien, som driver atmosfærens bevægelser.